# 인구이동
인구이동(人口移動)은 본래 살던 곳에서 일시적 또는 영구적으로 다른 곳으로 이동하는 행위를 의미한다. 경제적·문화적·지리적·인구학적 요인에 의해 인구가 한 지역에서 다른 지역으로 이동하는 현상이다.

## 이동의 정의

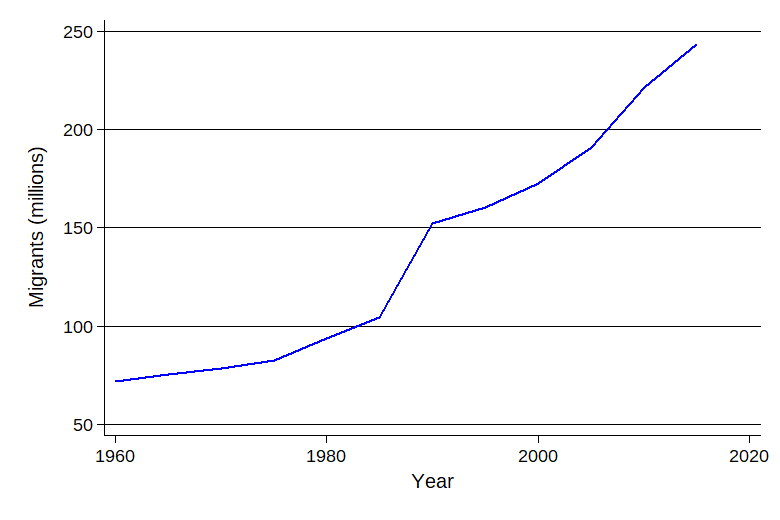
1960-2015년 세계 이주민 수

2015~2020년 연간 순이주율. 2019년 UN별 예측.

인구의 변화를 가져오는 세 가지 인구현상으로 흔히 출생과 사망, 그리고 인구이동을 꼽는다. 그런데 인구이동은 앞의 두 현상과는 여러 면에서 구별된다. 우선 출생과 사망은 생물학적인 현상인데 반해서 인구이동은 사회적인 현상이다. 또 출생과 사망은 개인적인 차원에서 평생 동안에 한 번밖에 경험하지 못하지만, 인구이동은 개인에 따라서 한 번도 경험하지 못할 수도 있고 수십 번을 경험하기도 한다.
또 출생과 사망은 약간의 논란은 있지만 그 정의가 비교적 명백하다. 그러나 인구이동은 정의부터가 그리 간단하지 않다. 흔히 인구이동은 상당 기간 동안 거주할 것을 목적으로 주 거주지를 변경하는 것을 의미한다. 따라서 인구이동을 정의하는 데에는 우선 상당 기간을 얼마로 잡을 것이냐 하는 시간의 문제와 거주지 변경의 공간단위를 어디까지로 한정할 것인지의 문제가 제기된다.
예컨대 공간의 문제는 이동의 범위가 같은 아파트단지 내부터 동일 동·읍·면 내까지, 혹은 동일 시·군·구 내 이동부터 국제이동에 이르기까지 매우 다양하다. 또 시간도 1개월, 3개월, 1년, 10년 등 천차만별이다. 따라서 이동을 정의하기 위해서는 의미 있는 시간과 공간 단위를 설정해야 하는데, 학자들 간에 대체로 합의하는 기준으로는 거주지 이동의 결과로 거주환경에 상당한 정도의 적응이 필요한 공간이동과 시간의 경과를 들고 있다.

## 유형
역사적으로 보면 인구이동은 이동을 일으킨 요인에 따라 원시적이동, 비자발적이동, 자유이동, 그리고 대중이동의 네 가지로 대별할 수 있다. 원시적이동은 인간과 자연의 관계에서 자연이 인간으로 하여금 이동하게 만드는 것으로서 자연재해나 자원의 고갈로 인한 이동을 말한다. 이때 이들 자연적 요인을 생태학적 배출이라고 표현할 수 있겠다.
강제이동은 국가가 정책상의 목적으로 본인들의 의사와 관계없이 사람들을 이주시키는 것을 말한다. 예컨대 러시아에서 고려인을 강제로 시베리아로 이주시킨 것이나, 2차대전 당시 독일에서 유대인들을 강제수용소로 이주시킨 것 등이 이 경우에 해당한다. 이와는 반대로 순전히 개인의 자유의사에 따라서 더 높은 소망의 실현을 위해서 이동하는 것은 자유이동이다. 대부분의 현대사회에서 일어나는 이동은 이와 같은 자유이동이다.
한편 소규모의 개척이동이 성공하게 되면 뒤이어 커다란 인구이동의 물결이 일어나게 되고, 사람들은 쉽게 이와 같은 거대한 물결에 휩싸여 이동하는 경향이 있는데, 이와 같은 이동을 대중이동이라고 부른다. 이때 이동의 힘은 집합행동을 일으키는 사회적인 계기가 될 것이다.
이와 같이 역사적인 측면의 인구이동분류에 더하여, 최근에는 각국이 센서스 항목에 출생지, 5년 전 혹은 1년 전 거주지를 포함해 조사하기 시작하면서 이동을 이동의 경로에 따라서 몇 가지 유형으로 나누어서 분석하려는 경향이 대두했다.
즉, 세 시점 이상에서 이동자의 거주지를 비교하여, 인구이동을 평생 비이동, 1차이동(primary migration), 2차이동(secondary migration), 혹은 반복이동(repeat migration), 그리고 귀환이동(return migration)으로 구분하는 것이다.

### 1차이동과 2차이동
예를 들어서 출생지와 1년 전, 그리고 5년 전 거주지를 비교했을 때, 이동자가 특정 기간 중 출생지를 떠나 다른 곳으로 이동하는 경우는 1차이동이고, 이미 출생지를 떠나 다른 곳에서 살고 있던 이동자가 제 3의 곳으로 다시 이동한 경우는 2차이동으로 분류한다.

### 귀환이동
귀환이동은 출생지를 떠나 다른 곳에서 살고 있던 이동자가 다시 원래 살던 출생지로 되돌아가는 것을 말한다. 이때 꼭 출생지가 아니라 하더라도 일반적으로 a, b, c 세 거주지를 비교할 때, a-a-b는 1차이동, a-b-c는 2차이동, 그리고 a-b-a는 귀환이동이라고 할 수 있다. 이와 같은 이동의 유형별 분석이 필요한 이유는 인구이동에 영향을 미치는 요인과 이동의 결과, 그리고 이동자 개개인의 이동의 동기나 이동자의 사회경제적 특성 등이 이동의 유형별로 다르게 나타나기 때문이다. 따라서 이들 유형을 다 합친 총량적인 이동의 성격은 이들 유형이 차지하는 비중에 따라서 매우 다르게 나타날 것이다.

### 순환이동
순환이동(circular migration)은 원래 거주지와 다른 지역을 계속해서 반복적으로 오가는 현상이다. 예를 들어서 농촌에 거주하는 농민이 농번기에는 원래 거주지인 농촌에 머물면서 농사를 짓다가 농한기가 되면 인근의 도시에 나가서 주로 비공식부문의 일을 하고, 농번기가 되면 다시 농촌으로 돌아가고 하는 등의 반복적, 순환적 이동을 하게 되는 경우를 말한다. 이와 같은 순환이동은 주로 동남아시아나 아프리카 등지의 농업국가에서 자주 발견되고 있다.

### 단계이동
단계이동(step migration)은 농촌에서 대도시로 이동할 때에 리 단위의 소규모 촌락에서 대도시로 곧바로 이동하지 않고 중도에 인근의 읍이나 중·소도시를 거쳐서 최종적으로 대규모 도시로 이동하는 현상을 가리킨다. 즉 최초의 출발지와 최종의 목적지 사이에 여러 개의 잠정적인 목적지가 개재되어 있는 경우다.

## 한국의 인구 이동 통계

### 국내인구 이동

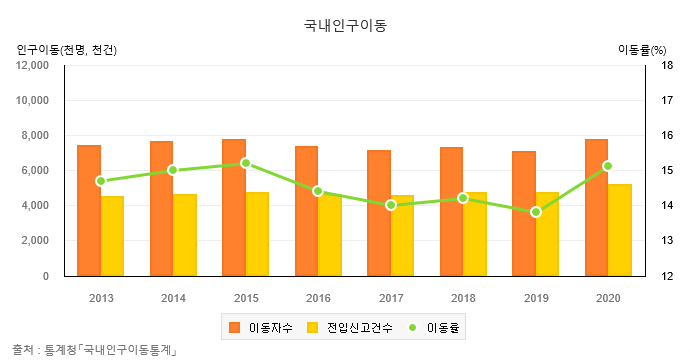
2013-2020 국내인구이동 추이.

국내인구이동통계는 대한민국 국민 중 국내의 일정한 지역에 살던 사람이 읍면동 경계를 벗어나 국내의 다른 곳으로 거주지를 옮긴 경우를 집계한 것으로, 읍면동의 전입신고서를 기초로 작성되었다.
|                   |                      | 2016  | 2017  | 2018  | 2019  | 2020  | 2021. 02 | 2021. 03 | 2021. 04 | 2021. 05 | 2021. 06 | 2021. 07 |
| ----------------- | -------------------- | ----- | ----- | ----- | ----- | ----- | -------- | -------- | -------- | -------- | -------- | -------- |
| 총이동            | 이동자수             | 7,378 | 7,154 | 7,297 | 7,104 | 7,735 | 706      | 735      | 593      | 557      | 544      | 563      |
| 총이동            | 이동률(%)            | 14.4  | 14.0  | 14.2  | 13.8  | 15.1  | 17.9     | 16.9     | 14.1     | 12.8     | 12.9     | 12.9     |
| 총이동            | 전입신고건수         | 4,636 | 4,570 | 4,728 | 4,734 | 5,183 | 464      | 516      | 415      | 389      | 385      | 397      |
| 총이동            | 이동자성비(여자=100) | 103.7 | 104.1 | 103.7 | 104.6 | 103.4 | 101.0    | 103.0    | 106.0    | 105.0    | 106.0    | 105.0    |
| 권역별 순이동자수 | 수도권               | -1    | 16    | 60    | 83    | 88    | 11       | 9        | 3        | 1        | 2        | 3        |
| 권역별 순이동자수 | 중부권               | 41    | 42    | 28    | 11    | 12    | -1       | 1        | 2        | 3        | 2        | 2        |
| 권역별 순이동자수 | 호남권               | -16   | -18   | -28   | -25   | -24   | -2       | -2       | -1       | 0        | 0        | -1       |
| 권역별 순이동자수 | 영남권               | -40   | -54   | -69   | -71   | -78   | -8       | -7       | -5       | -4       | -5       | -5       |

### 국제인구 이동

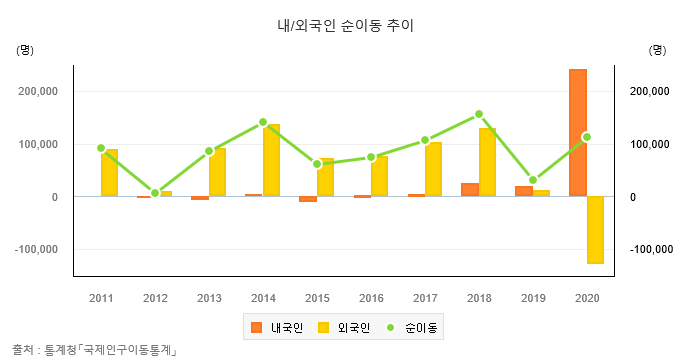
2011-2020 내/외국인 이동 추이.

국제인구이동통계는 체류기간이 90일을 초과하는 내·외국인 입·출국자(장기이동자)를 대상으로 관련항목을 집계, 분석한 것으로, 법무부의 출입국현황 전산자료를 기초로 작성되었다. 체류기간이 90일을 초과한 내·외국인 출입국자를 대상으로 한 것이며, 2011년 국제이동자 추출방식 개선으로 통계적 일관성 유지를 위해 2000년 이후 모든 자료를 동일한 집계방식에 따라 재작성하였으므로 과거 공표 자료와 차이가 있다.
|        |        | 2013      | 2014      | 2015      | 2016      | 2017      | 2018      | 2019      | 2020      |
| ------ | ------ | --------- | --------- | --------- | --------- | --------- | --------- | --------- | --------- |
| 계     | 총이동 | 1,307,120 | 1,328,711 | 1,306,006 | 1,352,687 | 1,409,418 | 1,479,941 | 1,466,601 | 1,233,617 |
| 계     | 입국자 | 696,166   | 735,181   | 683,716   | 714,023   | 758,106   | 817,974   | 749,188   | 673,215   |
| 계     | 출국자 | 610,954   | 593,530   | 622,290   | 638,664   | 651,312   | 661,967   | 717,413   | 560,402   |
| 계     | 순이동 | 85,212    | 141,651   | 61,426    | 75,359    | 106,794   | 156,007   | 31,775    | 112,813   |
| 내국인 | 총이동 | 678,561   | 651,125   | 632,061   | 625,523   | 608,052   | 619,745   | 602,824   | 638,882   |
| 내국인 | 입국자 | 335,693   | 328,118   | 310,781   | 311,820   | 305,449   | 322,895   | 310,968   | 440,082   |
| 내국인 | 출국자 | 342,868   | 323,007   | 321,280   | 313,703   | 302,603   | 296,850   | 291,856   | 198,800   |
| 내국인 | 순이동 | -7,175    | 5,111     | -10,499   | -1,883    | 2,846     | 26,045    | 19,112    | 241,282   |
| 외국인 | 총이동 | 628,559   | 677,586   | 673,945   | 727,164   | 801,366   | 860,196   | 863,777   | 594,735   |
| 외국인 | 입국자 | 360,473   | 407,063   | 372,935   | 402,203   | 452,657   | 495,079   | 438,220   | 233,133   |
| 외국인 | 출국자 | 268,086   | 270,523   | 301,010   | 324,961   | 348,709   | 365,117   | 425,557   | 361,602   |
| 외국인 | 순이동 | 92,387    | 136,540   | 71,925    | 77,242    | 103,948   | 129,962   | 12,663    | -128,469  |

## 이민
이민(移民)은 본래 살던 나라에서 다른 나라로 가거나 오는 행위를 의미한다. 이민온 사람이나 간 사람을 이민자(移民者)라고 한다.

### 이민의 이유
사람들이 이민을 하는 이유는 다양하며 대부분 경제나 직업에 관한 이유이다. 정치, 문화적 탄압이나 내전 등의 문제로 떠나는 난민들도 있다.
경제적인 사유로 가난한 지역에서 벗어나 더 나은 환경에서 삶과 직업을 영위하기 위한 목적의 이민이 흔하며, 대규모의 사건으로는 아일랜드 대기근 당시의 북미로의 아일랜드인 대량이민이나 19세기 이후 돈을 벌기 위해 아메리카로 이주한 유럽인들의 예시를 들 수 있다. 한국도 6,70년대까지 서독에 파견된 간호사나 광부들처럼 해외에 나가 일하던 노동자들이 있었으며 현대에는 해외에서 들어온 외국인 노동자들이 곳곳에서 일하고 있다.
독재정치, 전쟁, 박해와 탄압, 학살, 인종청소와 같은 정치적인 고난에서 벗아나기 위해 해외로 망명 또는 이주하는 경우도 역사적으로 끊이지 않았으며, 고대에도 신약성서 마태복음서에 예수가 태어났을 때에 헤로데의 박해 때문에 이집트로 망명하는 이야기가 나온다. 현대에는 홀로코스트를 피해 이주한 유대인의 대량이민을 예시로 들 수 있다. 미국에서 베트남 전쟁 당시 징집을 피하기 위해 청년들이 캐나다로 이민한 사례도 이런 경우로 볼 수 있다. 특히 종교적인 문제가 이유가 되기도 하는데 청교도 이주가 대표적이다. 한편 자연재해로 인한 난민도 세계적으로 흔한 일이다.

## 같이 보기
- 초기 인류의 이주
- 생태학적 난민
- 재외국민
- 인도주의적 위기
- 불법체류
- 가장 최근의 공통 조상
- 업무위탁
- 장벽
- 우주 이민